# Casa Pere Busquets
La Casa Pere Busquets és un edifici modernista de Joan Amigó i Barriga situat a Badalona (Barcelonès) i protegit com a bé cultural d'interès local.

## Descripció

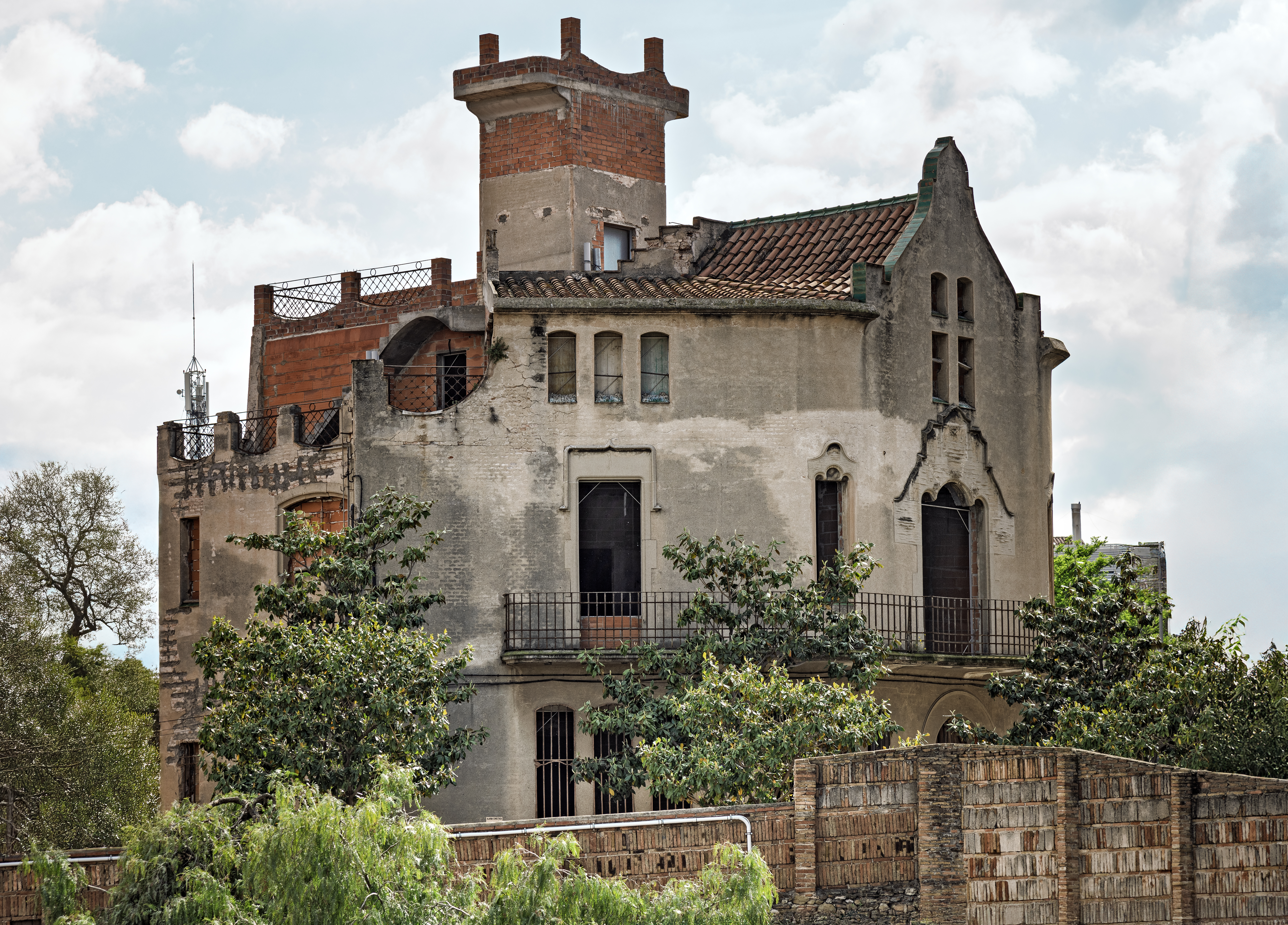
Exposició nord

És un edifici que fa xamfrà, amb semisoterranis, planta baixa, pis i golfes. A la façana, sincrètica, s'hi poden veure elements goticistes i ornaments rococó a la manera d'Enric Sagnier, en un esquema general força compacte i sever.

## Història
El permís d'obres va ser demanat l'any 1912 per Pere Busquets. El seu gendre i posterior propietari va ser Josep Giralt i Giralt, perfumista i propietari de les Perfumeries Regia de Barcelona. Durant la dècada del 1970 es van modificar els rasants del carrer del Temple rebaixant uns 50 cm el nivell d'entrada, afectant a les proporcions generals de l'edifici i obligant a afegir uns graons d'entrada.